# Aerarium militare
L'aerarium militare era el tresor destinat a mantenir els veterans de l'exèrcit romà, una pensió que pretenia retribuir els seus serveis, funcionar com incentiu suplementari i sobretot reduir els conflictes socials que s'havien produït en temps de la república amb soldats descontents. Aquests aldarulls, que fins i tot havien desembocat en cops d'estat, van augmentar amb la professionalització de l'exèrcit, ja que els militars no alternaven les pagues i el botí amb les campanyes agrícoles com passava quan les lleves eren estrictament temporals. Per això August va decidir crear aquesta institució per garantir uns fons que permetessin viure dignament els soldats retirats i les seves famílies.

## Finançament
August va donar els diners inicials del fons, esperant que diversos senadors l'imitessin, fet que no va tenir lloc. Per això va instaurar un impost sobre les herències, vicesima hereditatium, que afectava les grans fortunes (excepte fills i altres parents propers). També va recaptar tributs entre els reis amb qui mantenia una relació clientelar. Això va permetre comptar amb un capital suficient, que era administrat per tres prefectes.
Els veterans tenien dret a rebre una renda després de vint anys de serveis, amb una quantitat variable segons el rang. Si el temps de guerra o de crisi econòmica feien minvar les reserves del tresor, es podia autoritzar un perllongament temporal de la carrera militar.